# Driss Deiback
Driss Deiback (Melilla, 1959)  Guionista y director cinematográfico español. 

## Biografía
Se graduó en Dirección de Cine en el Conservatorio de París en 1985. Continuó con sus estudios teóricos de cine en la Sorbona para la preparación de un doctorado, pero decidió abandonarlo y dedicarse al cine. Empezó como ayudante de dirección, con Mario  Camus, pero al descubrir que el trabajo carecía de un mínimo de creación por lo que se decide a escribir.
En 1988 publicó su primera novela de ficción, llamada Los Recuerdos de Don Alberto. Posteriormente trasladó su residencia a Los Ángeles, dónde creó una productora llamada 'Visión 35'. Con esta productora realizó diversos proyectos, entre ellos dos cortos: Sandy (1993) y Aberración (1994).
En 1996 escribió, produjo y dirigió su primer largometraje en inglés, "The Refuge" (El Refugio)
Tras abandonar Estados Unidos regresó a Europa y se instaló en Alemania. En 2002 estrenó el largo documental Natural de Melilla, y en 2004 rodó La última frontera, para la televisión pública alemana NDR. En 2006 escribió y dirigió el largo documental Los Perdedores sobre la participación de tropas marroquíes en la guerra civil española. Este documental obtuvo cinco premios en diversos festivales nacionales e internacionales: tres al mejor documental y dos al mejor director. Al año siguiente recorrió tres continentes y de nuevo escribe y dirige un largo documental llamado Las Melillas (2008). Más tarde (20012) rueda en lengua alemana un documental sobre extranjeros en la ex República Democrática Alemana. Y un año más tarde regresa a la ficción escribiendo y dirigiendo una comedia "Solteros".

## Filmografía
- Choukri Un Hombre

Sincero (48min) director y guion
- Solteros, 2013, (100  min) director y guion
- Las Melillas, 2007, (82 min) director y guion
- Los Perdedores, 2006, (80 min) director y guion, con participación de María Rosa de Madariaga[1] y Juan Goytisolo
- La Última Frontera, 2004, (60 min) director y guion
- Natural de Melilla, 2002, (84 min) director y guion
- El Refugio, 1997, (95 min) director y guion
- Aberración, 1994,(24 min) director
- Sandy, 1993, (8 min) director y guion